# Estruç comú
L'estruç comú (Struthio camelus) és l'ocell vivent més gros, de coll llarg, potes llargues, ales reduïdes per a aguantar l’equilibri quan corren, plomatge negrós, amb el cap i el coll gairebé nus, propi de l’Àfrica i de l’Àsia.
En opinió de molts autors, és l'únic membre supervivent de la família dels estruciònids i del seu gènere, Struthio. Altres membres dels estrucioniformes són els nyandús, els emús, els casuaris, els kiwis i l'ocell més gros que ha existit mai, Aepyornis, actualment extint.
Les plomes són de dimensions reduïdes i no li serveixen per volar, sinó per a aguantar l’equilibri quan corren, però foren molt populars com a ornament per a barrets de dona i usos similars en temps passats.
Els estruços són prou grossos perquè un humà petit els pugui cavalcar i en certs llocs del nord d'Àfrica i d'Aràbia s'han fet servir com a animal de curses.
En molts països es crien per a carn, fins i tot en climes tan freds com el de Finlàndia. El gust de la carn d'estruç s'assembla al de la vedella.

## Etimologia
Estruç ve del nominatiu del llatí struthio, -ōnis, per via semiculta, i aquest, del grec strouthíōn, -íonos, reducció de strouthokámēlos, paraula composta de strouthós ‘pardal’ i kámēlos ‘camell’.

## Descripció
L'estruç comú és l'ocell viu més gros i pesant. Els mascles fan 2,1 a 2,75 m d'alt i pesen 100 a 130 kg, mentre que les femelles fan entre 1,75 i 1,9 m d'alt i pesen entre 90 i 120 kg. Amb tot, alguns espècimens a Sud-àfrica només poden pesar entre 59,5 i 81,3 kg. Els pollets al néixer tenen plomes de color marró fosc i després de tres mesos comencen a canviar-les. Amb quatre o cinc mesos d'edat, ja fan, més o menys, la meitat de la mida d'un ocell adult, i al cap d'un any arriben a l'alçada adulta, i a partir dels 18 mesos ja pesen igual que els seus pares.
Té el coll llarg, gairebé nuu, i cobert de plomes filiformes. El seu cap és pelat i petit, amb ulls grossos i un bec ample i aixafat de forma triangular. Les ales i el tronc, que és molt voluminós, són recoberts de plomes d’un color grisenc en les femelles i negre en els mascles. La pell del coll i les cuixes de la femella és de color gris rosat, mentre que la del mascle és gris o rosa depenent de subespècies.
Els estruços tenen el coll i les cames molt llargs, poden córrer en àmplies gambades fins a 65 km/h. i fer 135 kg de pes. Són aus no voladores amb un estern pla pla de quilla i adaptades a la cursa perquè han reduït a dos el nombre dels seus dits, i adaptat les seves extremitats a la cursa disminuint la superfície de contacte. A més, l'estruç està dotat d'una ungla forta i plana, arma que utilitzen els mascles en les seves baralles aparatoses nupcials. Un estruç quan es veu amenaçat, propicia terribles puntades de peu i picades.

### Hàbitat
Els estruços viuen en grups i habiten, de manera natural, a les sabanes i als semideserts d'Àfrica, tant al nord com al sud de la zona tropical boscosa i al sud-oest d’Àsia.
Antigament, els estruços comuns ocupaven el nord d'Àfrica al nord i el sud del Sàhara, a l'Àfrica oriental, al sud del cinturó de la selva tropical africana i a gran part d'Àsia Menor. Actualment els estruços comuns prefereixen la terra oberta i viuen a les regions africanes de la sabana i el Sahel, tant al nord com al sud de la zona forestal equatorial. Al Pròxim i Orient Mitjà Els estruços aràbics devan ser caçats fins a l'extinció a mitjans del segle xx. En canvi, a Austràlia, els estruços que van escapar de les granges ara recorren l'outback,  és a dir, el rerepaís, una zona extensa, remota i semiàrida de l'interior d'Austràlia.

### Alimentació
Els estruços són herbívors: s'alimenten principalment d'herbes, tiges dures, llavors, flors i fruits, ocasionalment també de carronya, insectes i petits vertebrats. Engoleix pedres i altres substàncies dures per ajudar a la digestió.
L'estruç, com tots els ocells, no té dents i té poca mobilitat a la llengua, de manera que no el mastega, sinó que agafa l'aliment amb el bec i el mou cap a l'obertura de l'esòfag. A l'hora de consumir verdures, prefereixen les flors i les fruites i descarten les fulles. Fins i tot poden ingerir pedres, roques o minerals, que els ajuden a moldre els aliments. A més no resisteixen massa temps en dejuni, però en estat salvatge poden suportar llargs períodes sense beure aigua (com el camell). En captivitat i en espècimens de quatre a sis mesos, la manca d'aigua durant més de quaranta-vuit hores produeix una disminució aproximada del 30% del pes corporal i s'observa que, a partir de vint-i-quatre hores, redueixen considerablement la ingesta d’aliments.
A diferència de la majoria d'ocells, els estruços no tenen pap per emmagatzemar el menjar; al contrari, el proventricle i el pedrer al principi de l'intestí són més llargs que els dels altres aus i en proporció als seus cossos, de manera que és el lloc on tot el que ingereix s'emmagatzema i hi fermenta.

### Reproducció i cicle de vida
Els mascles de estruç s'aparellen amb diverses femelles durant l'època de reproducció. Els mascles remenen la terra nua perquè les femelles realitzin la posada al niu comunal, però només una, la «favorita» del mascle, duu a terme la incubació amb la seva parella. Mascle i femella nien comunitàriament: la femella, com té plomes marrons que es confonen amb els colors de la sabana, els incuba durant el dia sense ser detectada fàcilment pels seus depredadors; mentre que el mascle, de plomatge negre i blanc, es mimetitza més fàcilment a la nit, per la qual cosa els cova durant les hores de foscor. Les femelles ponen un ou cada dos dies, i la incubació dura aproximadament 45 dies. Els ous són els més grans que hi ha, equivalen a dues dotzenes d'ous de gallina i presenten una closca forta i resistent.
Tenen una expectativa de vida de 30 a 40 anys.
La població d'estruç comú salvatge ha disminuït dràsticament en els últims 200 anys. Actualment la majoria d'ocells supervivents són en reserves o en granges. No obstant això, la seva àrea de distribució segueix sent molt gran (9.800.000 km²), fet que porta a la Unió Internacional per a la Conservació de la Natura i a la BirdLife International a tractar-la com una espècie de risc mínim. De les seves subespècies, l'estruç aràbic (S. c. xriacus) el van extingir cap al voltant de l'any 1966. Les poblacions d'estruços del nord d'Àfrica estan protegides per l'annex I de la Convenció sobre el Comerç Internacional d'Espècies Amenaçades (CITES), això significa que el comerç internacional està prohibit i el comerç no comercial està estrictament regulat. 

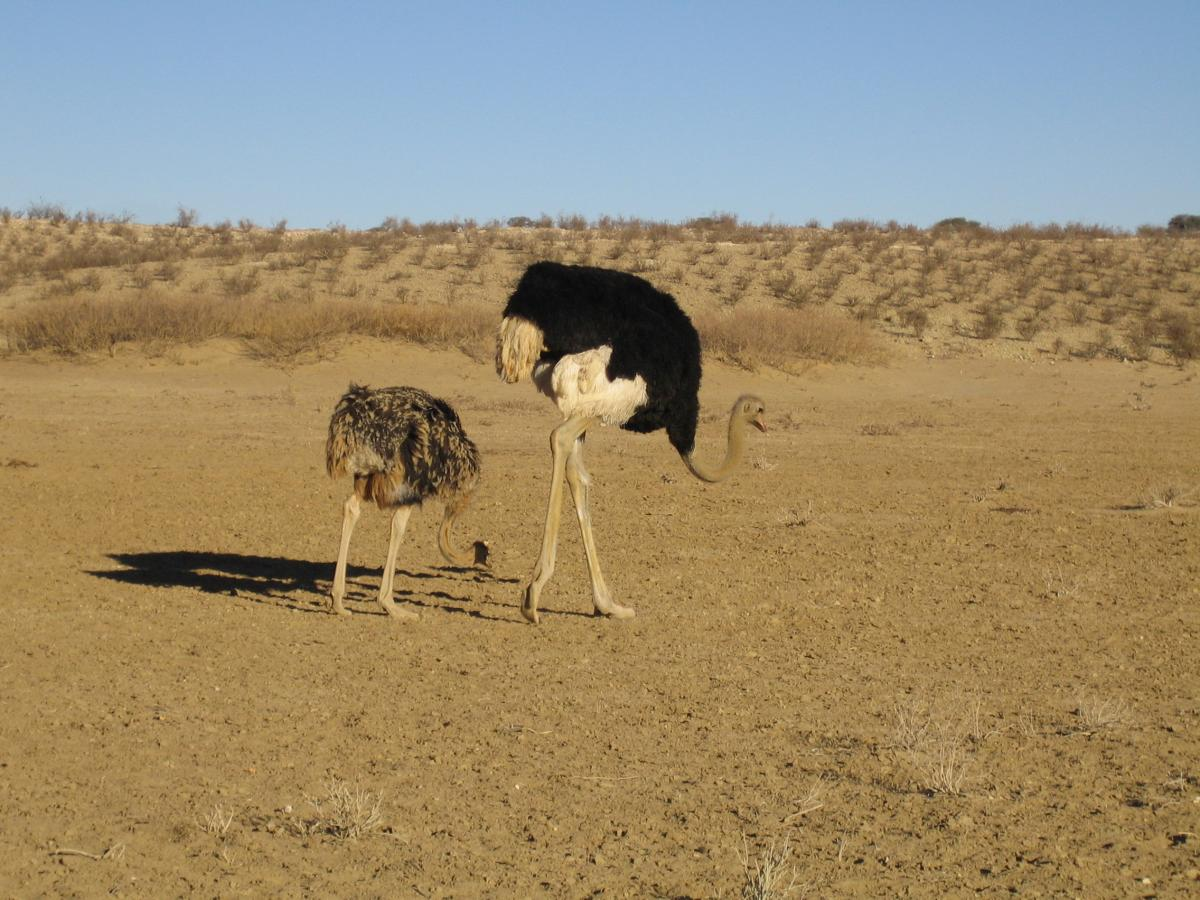
Només el 15% dels pollets arriben a l'edat adulta.
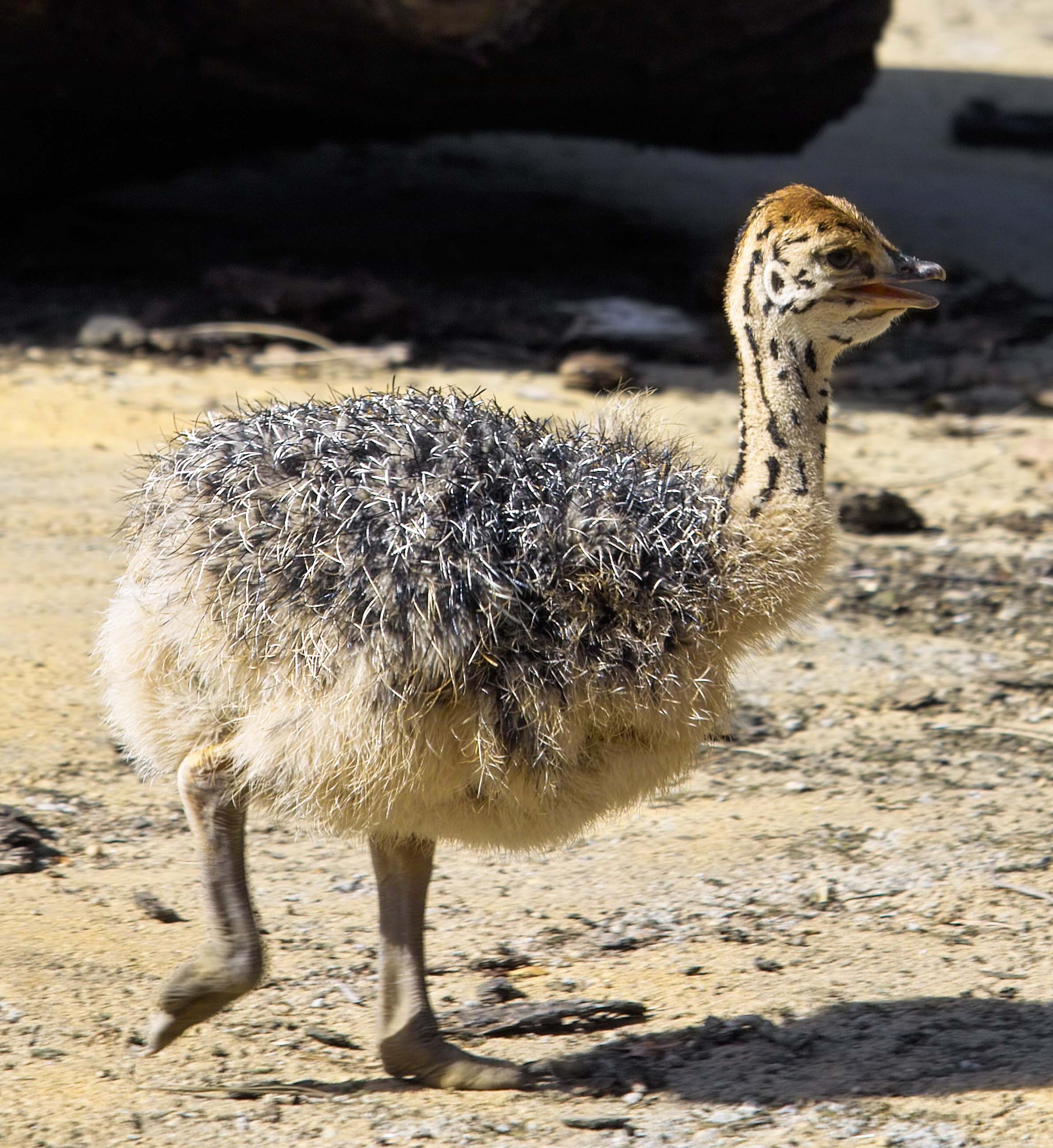
Pollet
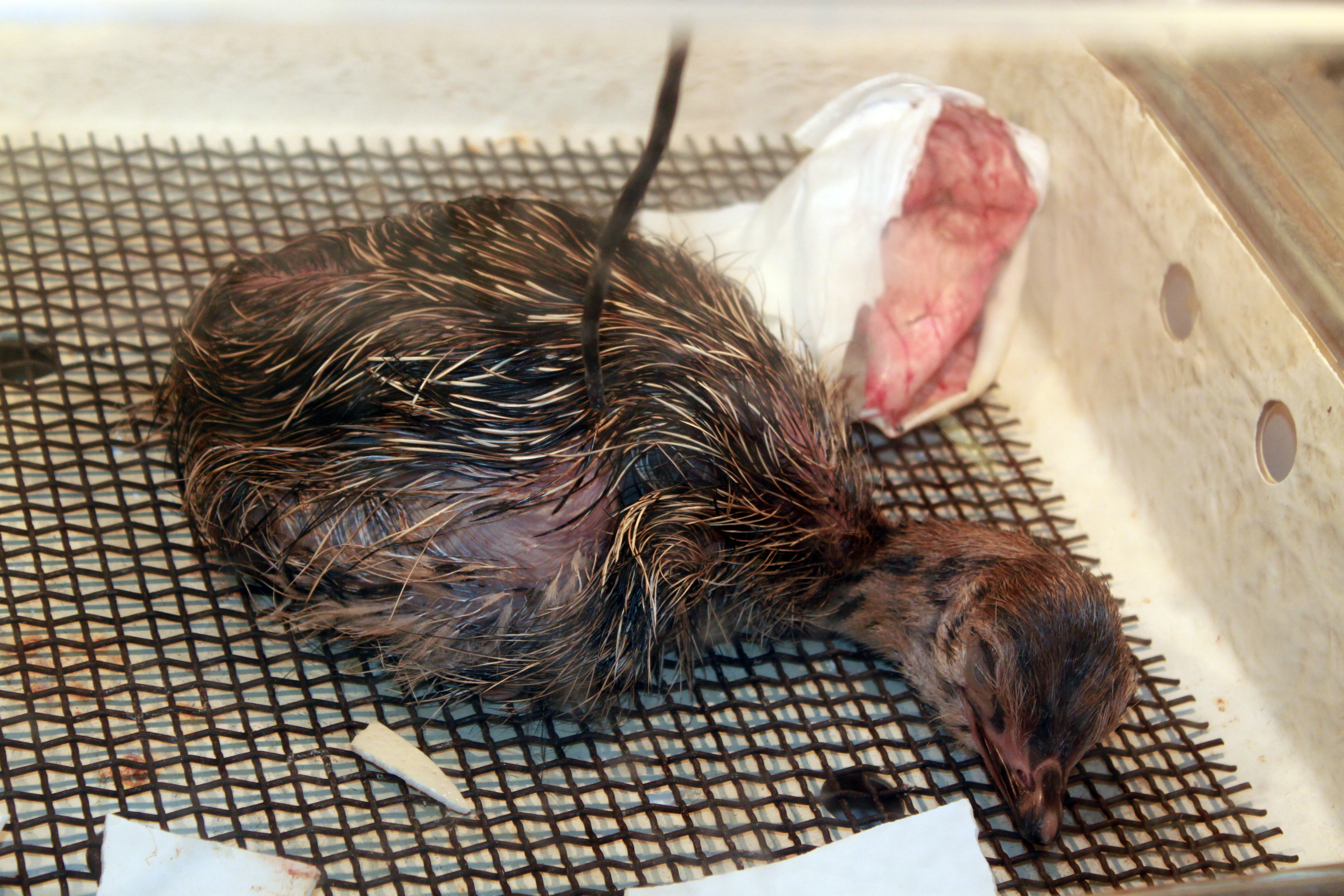
Pollet acabat de sortir de l'ou
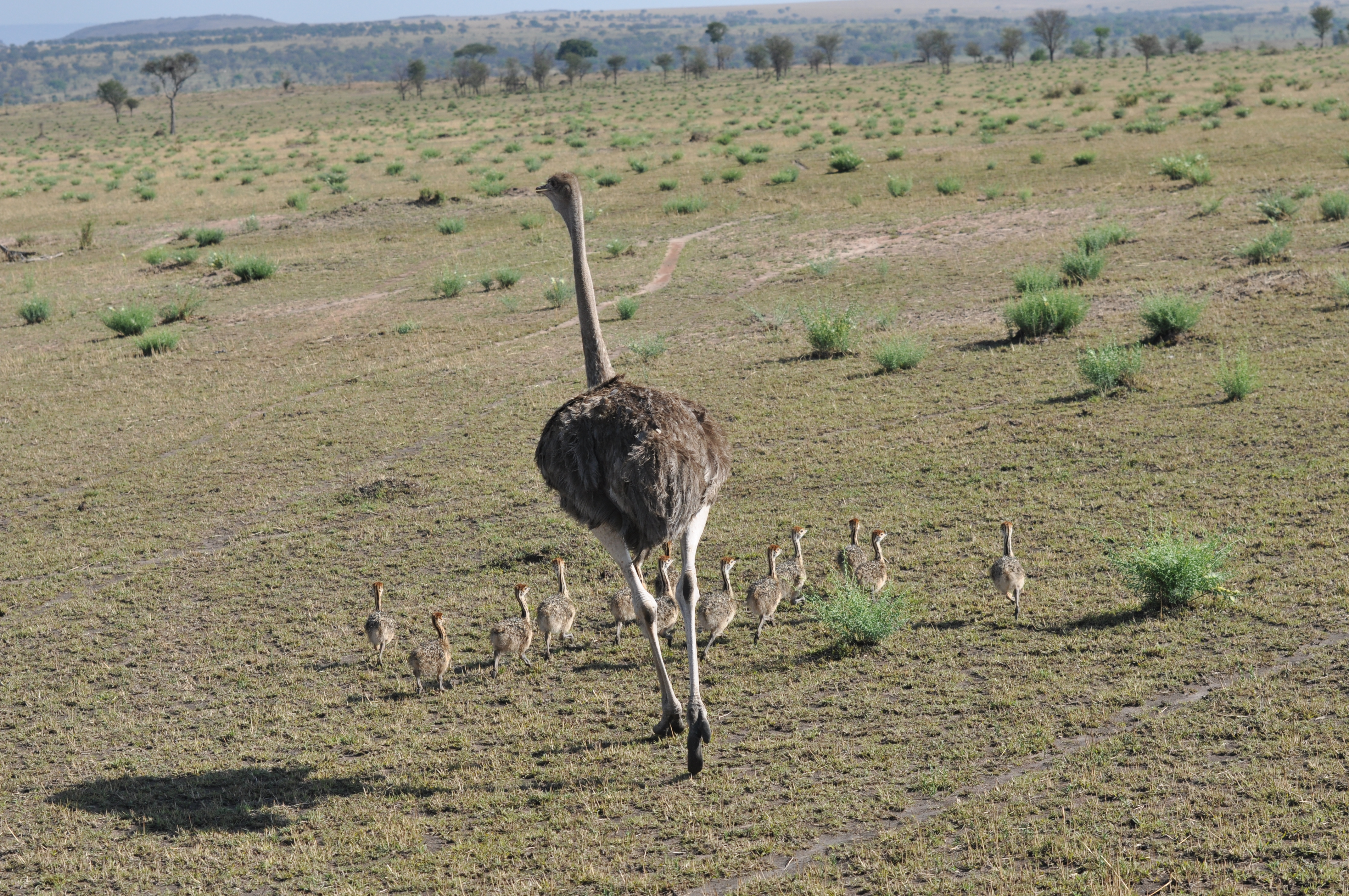
Una femella amb pollets
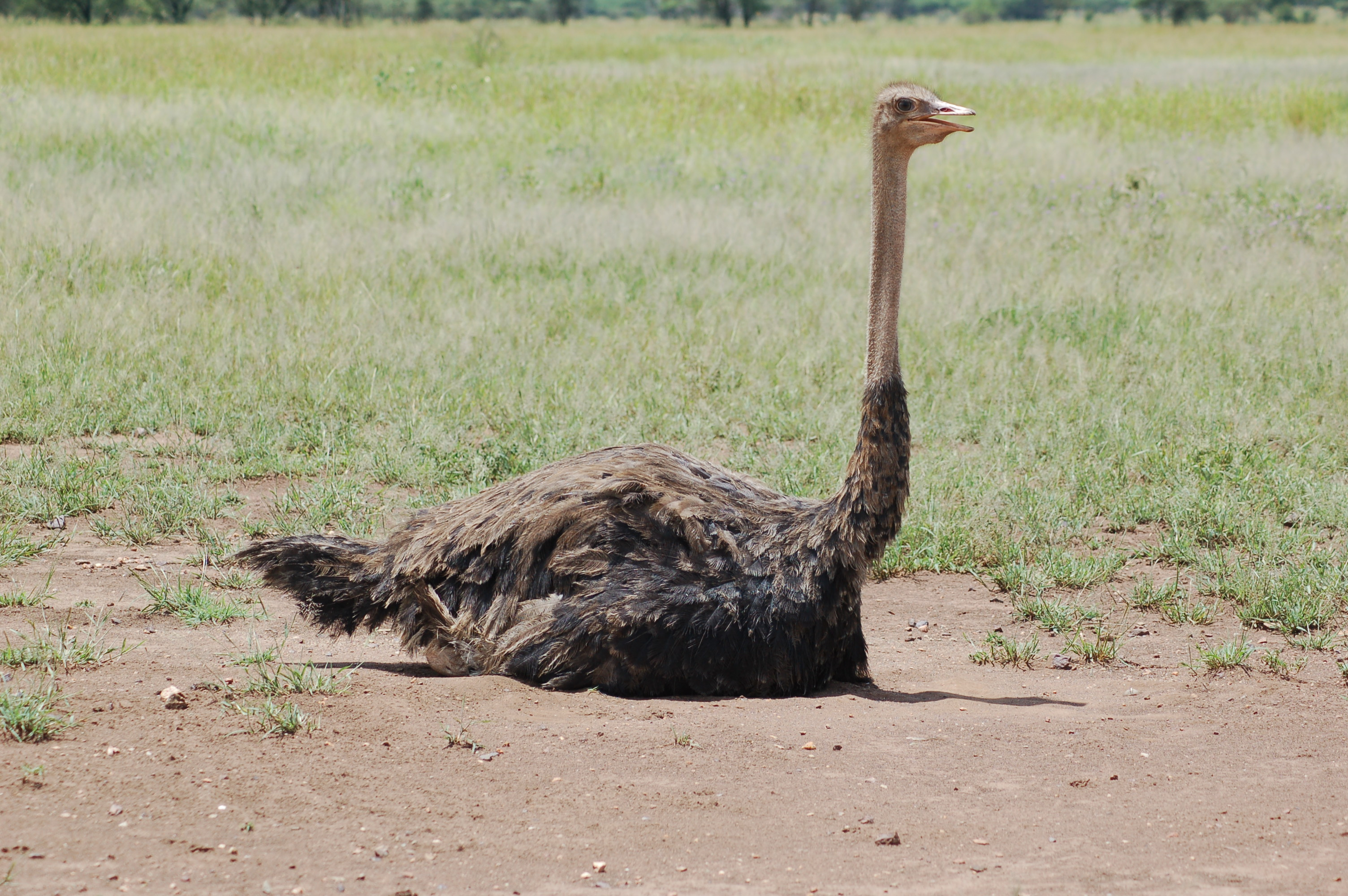
Una femella incuba ous en un niu poc profund a terra
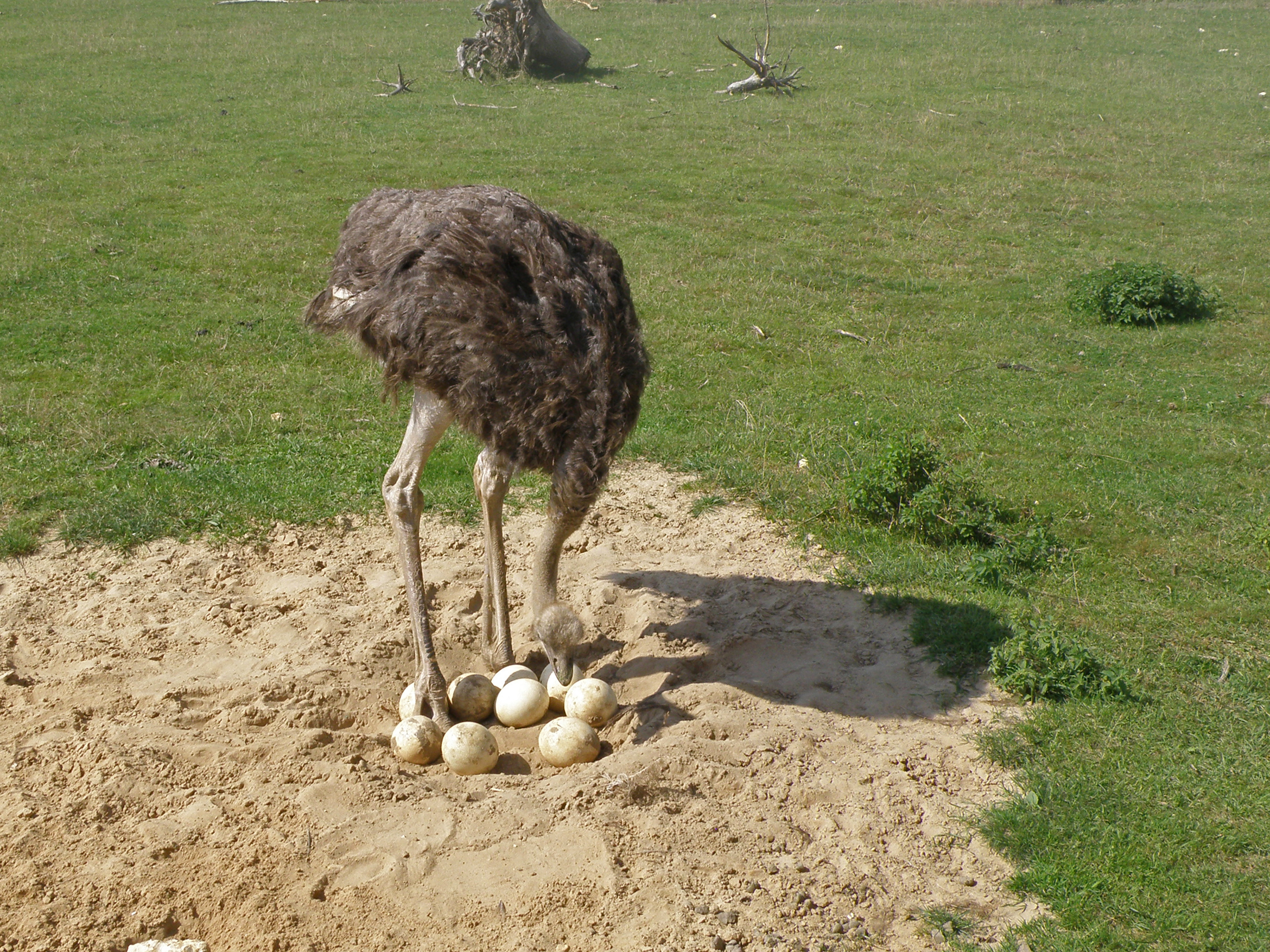
Niu

## Subespècies
Els estruços es divideixen en quatre subespècies, que són:
- S. c. australis, de Sud-àfrica, anomenat estruç meridional. Es troba al sud dels rius Zambezi i Cunene. S'havia criat a l'altiplà subdesèrtic de Karoo, a la Província del Cap.
- S. c. camelus, de l'Àfrica del Nord, anomenat estruç de l'Àfrica del Nord o estruç de coll vermell. És la subespècie més estesa, i es troba des d'Etiòpia i el Sudan, a l'est, fins al Senegal i Mauritània, a l'oest, i, com a mínim en temps anteriors, a Egipte i el Marroc. És la subespècie més grossa; fa fins a 2,74 metres d'alçada i 154 quilograms. El coll presenta un color vermellenc i el plomatge varia segons el sexe; els mascles el tenen blanc i negre, i les femelles, gris.
- S. c. massaicus, de l'Àfrica oriental, anomenat estruç massai. Té unes plomes petites al cap, i el coll i les cuixes són de color taronja brillant. Durant l'època d'aparellament, el coll i les cuixes del mascle es tornen brillants. El seu territori està limitat al sud de Kenya, l'est de Tanzània i Etiòpia i parts meridionals de Somàlia.
- S. c. syriacus, de l'Orient Mitjà, anomenat estruç aràbic o estruç de l'Orient Mitjà. Va ser una subespècie molt comuna a la península Aràbiga, Síria i l'Iraq, però es va extingir el 1966.

## L'estruç en la gastronomia

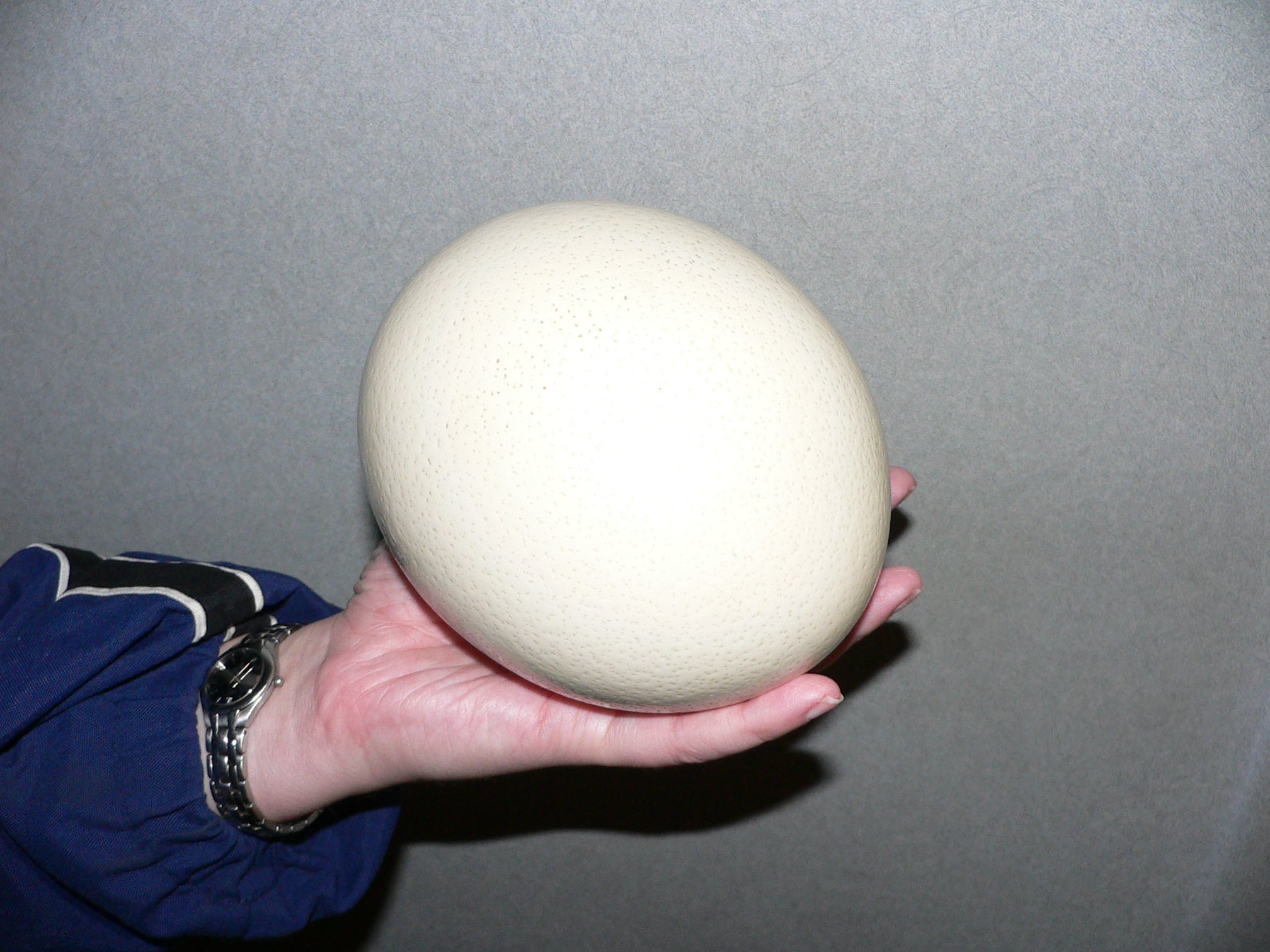
Ou d'estruç

La carn d’estruç té unes característiques molt interessants des del punt de vista dietètic ja que és una carn roja (malgrat ser una au), gustosa i amb poc colesterol. Aquesta carn aporta àcids grassos poliinsaturats del grup Omega-3, que ajuden a regular el nivell de colesterol. La seva carn també és rica en creatina, molt necessària per al cor i les cardiopaties. També és rica en aminoàcids essencials, ferro- és la carn que en conté més-, fòsfor, magnesi, fet que la fa molt apta per a esportistes. A més és poc calòrica.
La carn d'aquest ocell d'origen africà és coriàcia i semblant a la de vedella tot i que menys salada; els ous, que són excel·lents, pesen prop de dos quilos i se'n podria fer una truita per a 8-10 persones. Fins fa poc, era un animal exòtic, però avui es cria arreu i es comercialitza. A Catalunya se'n cria a l'Empordà.
Finalment, de l'estruç, com del porc, se n’aprofita tot: les plomes, per a decoració i barrets; la pell, per a adobats; el moll i el greix, per a medicines, i els ous no fecundants, des de l’ Antiguitat, han servit per a fabricar preciosos objectes decoratius.

## El mite de l’estruç que amaga el cap sota terra
Contràriament a la creença popular, els estruços no enterren el cap sota sorra per evitar el perill. Aquest mite probablement va començar amb Plini el Vell (23-79 dC), que va escriure que "els estruços creuen que quan claven el cap i el coll a terra, tot el seu cos sembla estar amagat des de l'exterior". Segurament és un malentès per enganxar el cap a la sorra per empassar sorra i còdols per ajudar a digerir el seu menjar fibrós; és a dir, els hi cal empassar-se sorra per digerir els aliments; per tant sovint empassen còdols petits, sorra i, en general, tot el que els cau sota els peus. Un altre possible origen del mite rau en el fet que els estruços mantenen els seus ous en forats a la sorra en lloc de nius i han de girar-los utilitzant els seus becs durant la incubació; excavar el forat, col·locar els ous, i girar-los podria ser confós per un intent d'enterrar el cap a la sorra.

## L'estruç en la mitologia popular

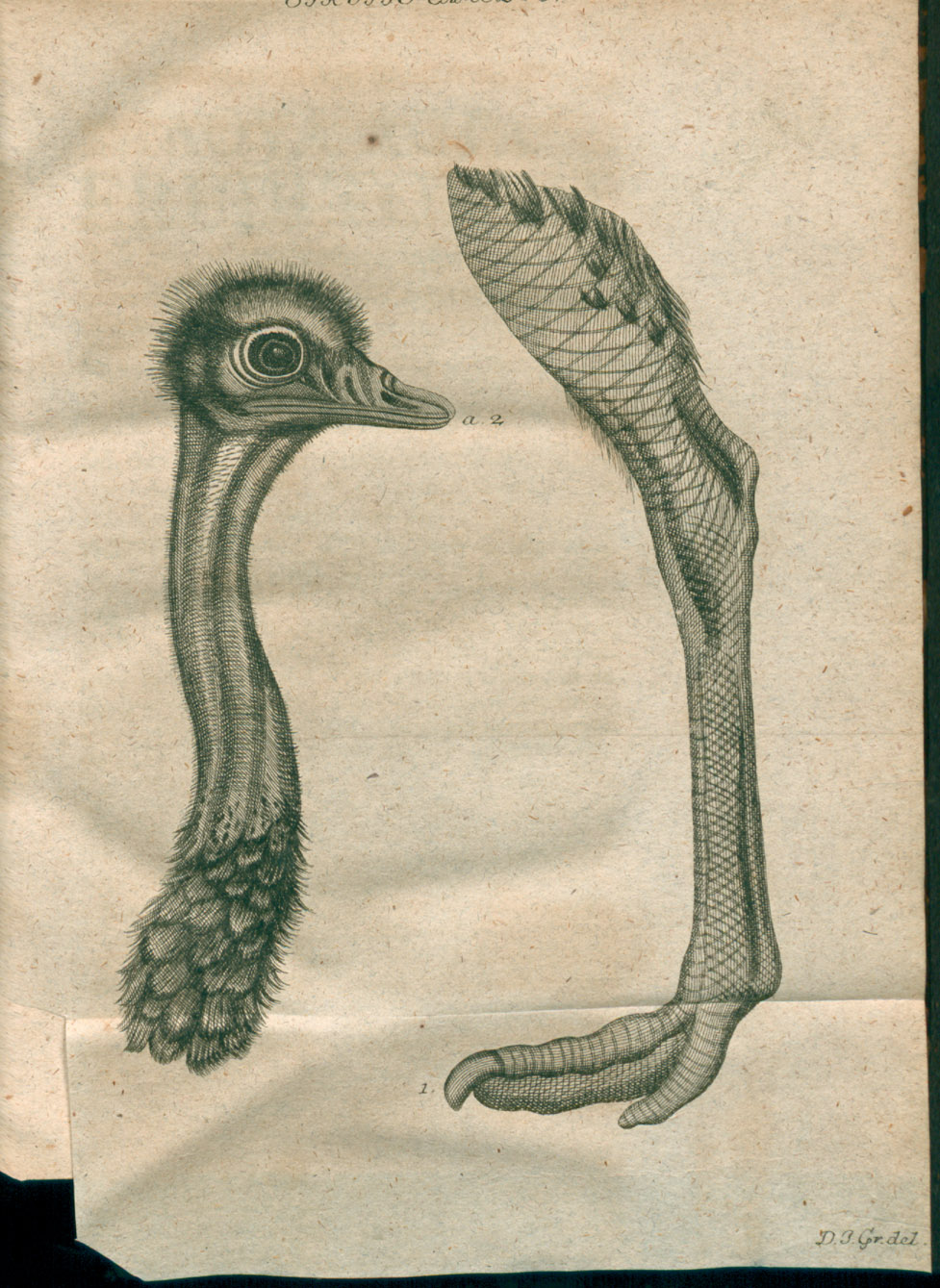
Illustració de Acta Eruditorum, 1759

En la mitologia popular, l'estruç és famós perquè es diu que amaga el cap a la sorra al primer senyal de perill. D'aquest comportament, no se n'han registrat observacions, encara que se sap que els ocells posen el cap i el coll a terra per semblar més poca cosa quan s'acosta un predador. Quan se senten amenaçats, els estruços poden arribar a ferir greument l'atacant tirant coces amb les seves poderoses potes. En canvi, sí que formen associacions defensives amb remugants, en què la vista de l'estruç i l'olfacte i oïda d'aquests animals es combinen per evitar els depredadors.